# 林居裔
林居裔（？—约979年），又名林茂殷，平海军泉州仙游县游洋洞（今福建省莆田市仙游县游洋镇）人，北宋初年农民起义领袖，自称“西平王”。

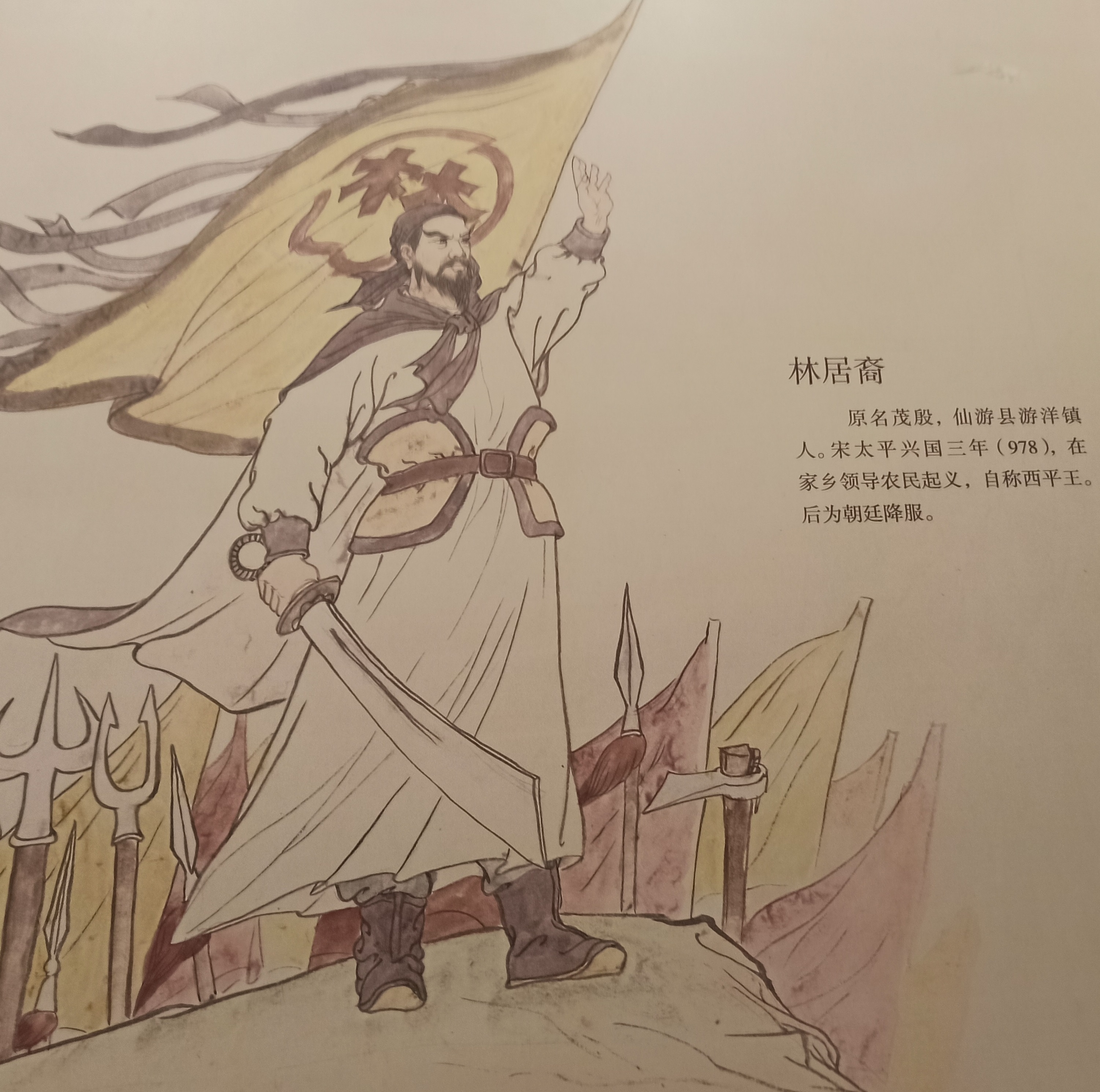
莆田市博物馆陈列的林居裔画像

林居裔出身于农民家庭，喜欢打抱不平，解人危难，深受当地农民的拥护。平海军节度使陈洪进执政时，为求继续割据，每年都向北宋大量进贡，因此常向百姓征收重税，又命富人捐钱以免除徭役。而自己的子弟和亲戚，反而交相贿赂，泉、漳二州的百姓很是痛苦。太平兴国三年（978年）四月，陈洪进在汴京向北宋朝廷献上《纳地表》，纳土降宋；同年底，林居裔在游洋洞附近的百丈镇发动起义，自称“西平王”。农民军迅速发展到1万多人。北宋朝廷下诏讨伐。农民军利用山区有利地形，伏击宋军，杀死先锋陈应功，初战告捷，声威大震，并向兴太、广业山区发展。农民军攻下仙游县城后，向平海军首府泉州城进发。农民军一路上纪律严明，受到惠安、南安、晋江等县贫苦农民拥护，他们纷纷加入农民军。农民军扩大到10余万人，在当年十二月兵临泉州城下。当时泉州仅有3000兵力，监军何承矩、王文宝急忙焚烧府库后，打算弃城逃跑；知军州事乔维岳则坚守城池。就在此时，两浙西南路转运使杨克让亲自率领大军从福州救援泉州，与黄观和陈靖等共同围剿。宋军人多势众，里应外合，向农民军发动夹击。由于孤立无援，粮食缺乏，林居裔撤离泉州，返回游洋洞。经过这次激战，农民军损失重大。太平兴国四年（979年），北宋朝廷调集两浙、福建兵力驰援，又增派王继升率军镇压，在宋军强大的军事优势兵力围剿下，起义军苦战两年。后来，北宋朝廷派人前去招安，答应保全起义者的性命，林居裔遂率众投降，后被莆田县令黄禹锡诱杀。
北宋朝廷为安抚游洋洞附近百姓，于太平兴国四年（979年）设立太平军，同时置興化縣，以游洋洞为军治、县治。太平军管辖兴化、莆田、仙游三个县。太平兴国五年（980年），太平军改名兴化军。太平兴国八年（983年），转运使杨克让以山区交通不便、转运艰难，迁军治于莆田。
目前，莆田市有祭祀林居裔的林将军庙。